# Mohamed Touati
Mohamed Touati (em árabe: محمد تواتي; nascido em 17 de janeiro de 1939) é um ex-ciclista tunisiano. Ele representou sua nação durante os Jogos Olímpicos de Roma 1960, na prova de corrida em estrada e no contrarrelógio.